# Майна!

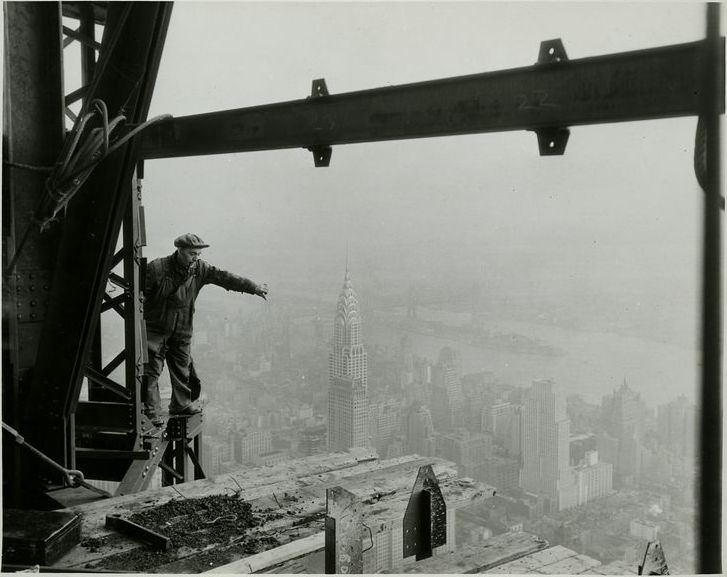
На будівництві «Емпайр-Стейт-Білдінг» у Нью-Йорку будівельник жестом показує «Майна!», 1930 рік.

«Майна!» (можливо, від італ. (am-)mainare — «згортати, спускати вітрила») — командне слово, що означає «опускай!»
Команда використовується у такелажників, будівельників та ін. при підйомі ваг за допомогою крана, лебідки й т.п.
Протилежне — «Віра!»